# Mi Vida Loca
『Mi Vida Loca』（ミ・ヴィダ・ロカ）は、LIVの3枚目のアルバム。

## 内容
- 通常盤と限定盤の二種類同時発売。

## 収録曲
特記除く 全作詞・作曲:押尾学　全編曲:南徹・押尾学
1. New Civilization Of Massive Destruction
コーラスでSoweluが参加。
2. Instillation
3. 未来の花
8thシングル。
4. FAKE STAR
6thシングル。
5. Mi Vida Loca
6. THE SHOW
作詞:押尾学、作曲・編曲:押尾学・南徹
7thシングル。
7. 事情通A氏
8. 旅立つ人へ
9. Faraway
10. FALL
11. 光陰
通常盤のみ収録。